# Yuzhou
Pour les articles homonymes, voir Yuzhou (homonymie).
Yuzhou (chinois : 禹州市 ; pinyin : Yǔzhōu shì) est une ville-district de la province du Henan en Chine. Elle est placée sous la juridiction administrative de la ville-préfecture de Xuchang. C'est la ville de naissance de l'actuel ministre des Communications, Zhang Chunxian.

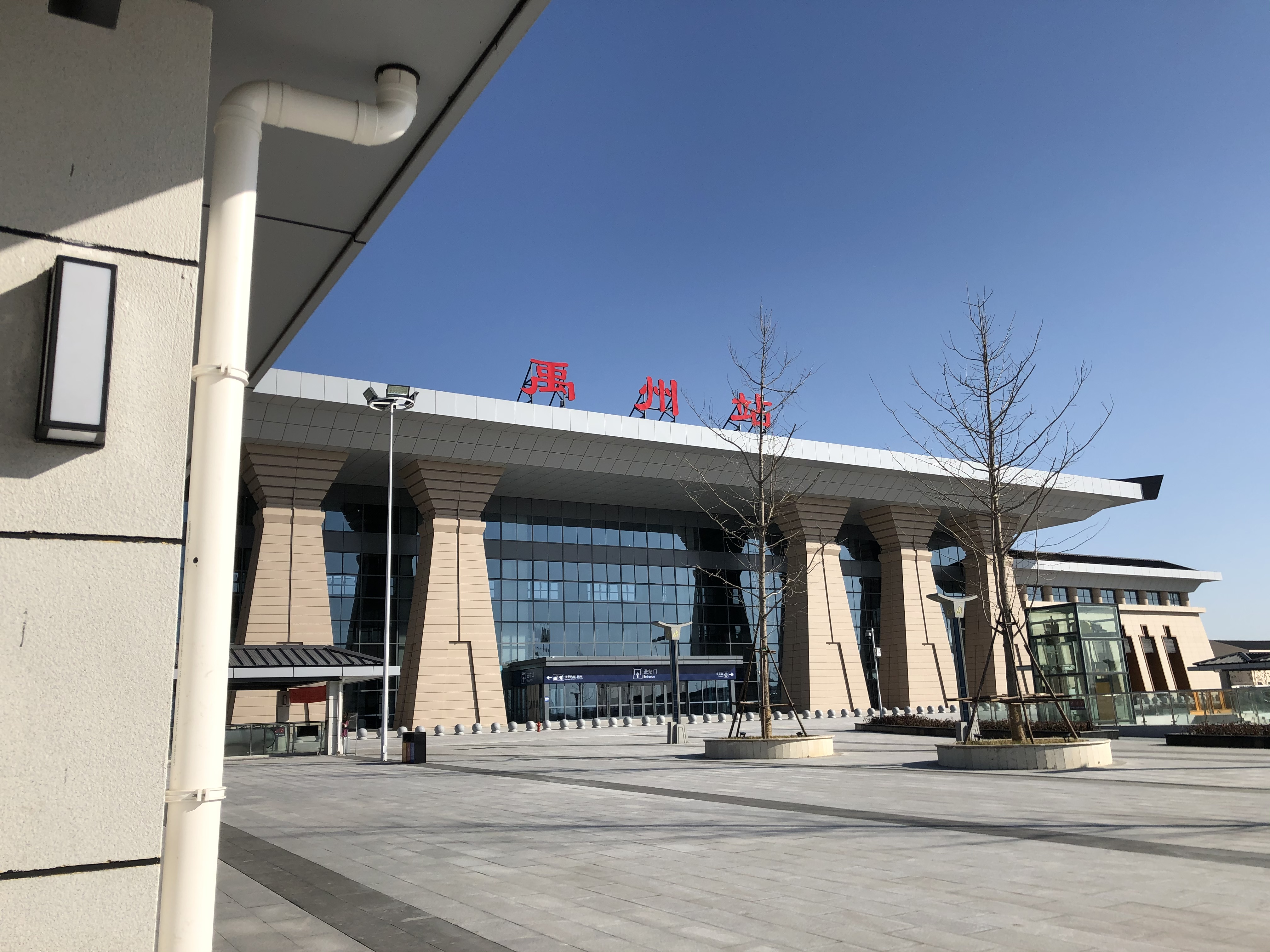
Gare de Yuzhou [zh

## Histoire
Elle est la capitale de l'État de Han (-403 — -230), pendant la période des Royaumes combattants.

## Démographie
La population du district était de 1 158 004 habitants en 1999.

## Culture et religions
Elle est le siège d'un évêché catholique.